# سید مصطفی کیائی
سیدمصطفی کیائی پزشک و نماینده مردم تویسرکان در اولین دوره مجلس شورای اسلامی بود. او در انتخابات میاندوره ای سال ۱۳۶۰ با کسب ۱۹۷۵۹ رای برابر با ۷۳٫۸۰ درصد آراء به مجلس راه یافت. پس از پایان دوران نمایندگی اش در مجلس، مشاغل بعدی او معاونت وزارت آموزش و پرورش، معاون دانشگاه شاهد، ریاست سازمان پزشکی شفاء، ریاست بیمارستان خاتم الانبیا، ریاست بیمارستان ساسان در تهران و معاونت بنیاد شهید بوده‌است. او قائم‌مقام کمیته پشتیبانی ستاد مرکزی میر حسین موسوی در انتخابات سال ۱۳۸۸ بود. او در روز شنبه ۲ خرداد ۱۳۸۸ لحظاتی پس از سخنرانی در جمع حامیان موسوی در مسجدی در تویسرکان درگذشت.